# Attische Zeitlose
Die Attische Zeitlose (Colchicum atticum) ist eine Pflanzenart aus der Gattung der Zeitlosen (Colchicum) in der Familie der Zeitlosengewächse (Colchicaceae).

## Merkmale
Die Attische Zeitlose ist eine ausdauernde Knollenpflanze, die Wuchshöhen von 3 bis 6 Zentimeter erreicht. Die Knollen sind aufrecht und eiförmig. Die meist 4, selten 2 bis 6 Blätter sind bewimpert oder unten am Rand rau. Zur Blütezeit sind sie kurz, später erreichen sie 18 × 0,3 bis 0,8 Zentimeter. Die 3 bis 5 (selten 1 bis 6) Blüten sind weiß bis lila. Die Perigonblätter messen 15 bis 27 × 2 bis 5 Millimeter und weisen meist keine Öhrchen auf.
Die Blütezeit reicht von März bis April.
Die Chromosomenzahl beträgt 2n = 54.

## Vorkommen
Die Attische Zeitlose kommt in Griechenland, in der Ägäis, Süd-Bulgarien sowie der West- und Zentral-Türkei auf überweideten Kalkhängen, Schiefer-Schotter-Hängen und offenen Kiefernwäldern in Höhenlagen von 100 bis 2000 Meter vor.

## Taxonomie
Die Attische Zeitlose wurde 1840 von Muzio Giuseppe Spirito de Tommasini in Flora; oder, (allgemeine) botanische Zeitung Band 23 Teil 2, Seite 730 erstbeschrieben. Er übernahm dabei den Namen von Wilhelm von Spruner, der die Art in Griechenland bei Marathon und Athen entdeckte. Ein Synonym für Colchicum atticum Spruner ex Tommas. ist Merendera attica (Spruner ex Tommas.) Boiss. & Spruner.

## Nutzung
Die Attische Zeitlose wird selten als Zierpflanze für Steingärten genutzt.